# Ari Folman
Ari Folman (en hebreo: ארי פולמן)(Haifa, Israel, 1962) es un director de cine, guionista y compositor israelí.[cita requerida]
Con 19 años, fue testigo presencial de la masacre de Sabra y Chatila al formar parte de las Fuerzas de Defensa de Israel, un hecho que posteriormente incidió en la película que él mismo dirigió y escribió llegando a ser ganadora de un Globo de Oro en 2008, Vals con Bashir. La película sigue su intento de recuperar los recuerdos de la guerra a través de la terapia, así como con conversaciones con viejos amigos y otros israelíes que estaban presentes en Beirut durante el período de la matanza.
Desde el año 2006 ha sido el escritor de la serie dramática Parashat Ha-Shavua, emitida por el canal israelí Hot 3.

## Filmografía como director
- 2021, Where Is Anne Frank
- 2012, El congreso.
- 2008, Vals con Bashir.
- 2001, Made in Israel.
- 1996, Clara Hakedosha.

## Premios y distinciones
Premios Óscar
| Año  | Categoría                          | Película        | Resultado |
| ---- | ---------------------------------- | --------------- | --------- |
| 2009 | Mejor película de habla no inglesa | Vals con Bashir | Nominado  |

- Globo de Oro a la mejor película en lengua no inglesa, por Vals con Bashir (2008)
- César a la mejor película extranjera, por Vals con Bashir (2008)
- Premio Ophir al mejor director, por Vals con Bashir (2008)
- Premio Ophir al mejor guionista, por Vals con Bashir (2008)
- Ophir del Cinema al mejor director, por Clara Hakedosha (1996)
- Premio Especial del Jurado en el KVIFF, por Clara Hakedosha (1996)